# 赫梅利夫卡 (特諾皮爾州)
49°14′13″N 25°29′37″E / 49.23694°N 25.49361°E
赫梅利夫卡（羅馬化：Khmelnivka）是烏克蘭的村落，位於該國西部捷爾諾波爾州，由捷尔诺波尔区負責管轄，始建於1581年，面積3.01平方公里，海拔高度195米，2001年人口586，人口密度每平方公里347.5人。